# 1995年のバスケットボール
1995年のバスケットボール（1995ねんのバスケットボール）では、1995年（平成7年）のバスケットボール関連の出来事をまとめる。

## できごと
- 7月30日 - 女子アジア選手権兼アトランタ五輪アジア予選、日本は20年ぶりとなる五輪出場権を獲得。
- 9月2日 - ユニバーシアード大会で日本男子銀メダルを獲得。女子も銅メダル。

## 国際大会
- 男子アジア選手権
  - 金メダル: 中国
  - 銀メダル: 韓国
  - 銅メダル: 日本
- 女子アジア選手権
  - 金メダル: 中国
  - 銀メダル: 韓国
  - 銅メダル: 日本

## 国内大会

### 日本国内
- 全日本総合バスケットボール選手権大会
男子
  - 優勝:松下電器スーパーカンガルーズ
  - 準優勝:住友金属スパークス

女子
  - 優勝:ジャパンエナジーサンフラワーズ
  - 準優勝:シャンソン化粧品Vマジック
- バスケットボール日本リーグ
男子
  - 優勝:松下電器スーパーカンガルーズ

女子
  - 優勝:シャンソン化粧品Vマジック
- 第26回全国高等学校バスケットボール選抜優勝大会
男子
  - 優勝:能代工業（秋田）
  - 準優勝:仙台（宮城）

女子
  - 優勝:中村学園女子（福岡）
  - 準優勝:樟蔭東（大阪）

### NBA
- NBAファイナル（1994-1995シーズン）
ヒューストン・ロケッツ（ウェスタン） （4戦全勝） オーランド・マジック（イースタン）

## 誕生
- 2月19日 - ニコラ・ヨキッチ (セルビア、C）
- 2月23日 - アンドリュー・ウィギンス (カナダ、SF、SG）
- 3月10日 - ザック・ラヴィーン (アメリカ、SG、PG）
- 3月15日 - ジャバリ・パーカー (アメリカ、PF、SF）
- 7月24日 - カイル・クーズマ (アメリカ、PF）
- 8月2日 - クリスタプス・ポルジンギス (ラトビア、PF）
- 9月16日 - アーロン・ゴードン (アメリカ、PF、SF）
- 11月15日 - カール＝アンソニー・タウンズ (アメリカ、ドミニカ、C）